# Gey-Dellekli
Gey-Dellekli (ryska: Гейделлякли) är en ort i Azerbajdzjan.   Den ligger i distriktet Ağsu Rayonu, i den centrala delen av landet, 140 km väster om huvudstaden Baku. Gey-Dellekli ligger 34 meter över havet och antalet invånare är 557.
Terrängen runt Gey-Dellekli är platt. Närmaste större samhälle är Kürdämir, 14,8 km söder om Gey-Dellekli.
Trakten runt Gey-Dellekli består till största delen av jordbruksmark. Runt Gey-Dellekli är det ganska tätbefolkat, med 54 invånare per kvadratkilometer.